# Chandler (Texas)
Chandler és una població dels Estats Units a l'estat de Texas. Segons el cens del 2000 tenia 2.099 habitants.

## Demografia
Segons el cens del 2000, Chandler tenia 2.099 habitants, 817 habitatges, i 588 famílies. La densitat de població era de 231,6 habitants/km².
Dels 817 habitatges en un 31,7% hi vivien nens de menys de 18 anys, en un 56,9% hi vivien parelles casades, en un 12,4% dones solteres, i en un 28% no eren unitats familiars. En el 25,3% dels habitatges hi vivien persones soles el 13,8% de les quals corresponia a persones de 65 anys o més que vivien soles. El nombre mitjà de persones vivint en cada habitatge era de 2,47 i el nombre mitjà de persones que vivien en cada família era de 2,96.
Per edats la població es repartia de la següent manera: un 24,4% tenia menys de 18 anys, un 6,1% entre 18 i 24, un 28,2% entre 25 i 44, un 21,2% de 45 a 60 i un 20,2% 65 anys o més.
L'edat mediana era de 39 anys. Per cada 100 dones de 18 o més anys hi havia 78,9 homes.
La renda mediana per habitatge era de 38.641 $ i la renda mediana per família de 50.000 $. Els homes tenien una renda mediana de 36.125 $ mentre que les dones 26.615 $. La renda per capita de la població era de 19.075 $. Aproximadament el 8,2% de les famílies i el 9,8% de la població estaven per davall del llindar de pobresa.

## Poblacions més properes
El següent diagrama mostra les poblacions més properes.